# Vorsteuerpauschale (Deutschland)
Unternehmen müssen i. d. R. gem. § 13 Umsatzsteuergesetz (UStG) Umsatzsteuer auf Inlandsleistungen erheben und ans Finanzamt abführen und erhalten gem. § 15 UStG die von ihnen gezahlten Umsatzsteuern auf Leistungen anderer Unternehmer (sog. Vorsteuern) erstattet. Bestimmte Gruppen konnten bzw. können ihr Vorsteuerguthaben pauschal ermitteln, die Vorsteuerpauschale: Anstatt die Vorsteuer aus den tatsächlich geleisteten Umsatzsteuerzahlungen zu summieren, durften bzw. dürfen diese Unternehmer sie nach sogenannten „allgemeinen Durchschnittssätzen“ ohne Nachweise pauschal als Prozentsatz vom eigenen Umsatz errechnen.
Dabei spricht man auch von einer Durchschnittsbesteuerung und im Bereich der Land- und Forstwirtschaft von der Pauschalierung.

## Branchen und Berufe, die bis 2022 Vorsteuerpauschale geltend machen können
Unternehmer bestimmter Berufs- und Gewerbezweige konnten gem. § 23 UStG a. F. i. V. m. § 69 und § 70 Umsatzsteuer-Durchführungsverordnung (UStDV) ihre Vorsteuer voll oder teilweise pauschal ermitteln. Welche Berufs- und Gewerbezweige das waren und welche Durchschnittssätze für die pauschale Berechnung der Vorsteuer jeweils galten, war in einer Anlage zu den §§ 69 und 70 UStDV festgelegt. Die Regelung bezog sich unter anderem auf Handwerksbetriebe vieler Gewerke, Einzelhändler vieler Branchen, Gastgewerbebetriebe und Angehörige freier Berufe wie etwa Künstler, Journalisten und Schriftsteller.
Unterlag das Unternehmen der Buchführungspflicht oder führte Umsätze von mehr als 61.356 € pro Kalenderjahr aus, konnte es die Pauschalregelung nicht in Anspruch nehmen.
Die Durchschnittsbesteuerung vereinfachte in erster Linie die Buchhaltung, konnte jedoch finanzielle Vorteile oder Nachteile mit sich bringen (wenn der ermittelte Durchschnittssatz bedeutend höher oder niedriger ist, als tatsächlich Umsatzsteuer gezahlt wurde). Unternehmer konnten auch auf die Anwendung der Vorsteuerpauschale verzichten und den Betrag nach allgemeinen Vorschriften ermitteln. Dann waren sie jedoch für mindestens 5 Jahre an diese Entscheidung gebunden.
Ab 2023 ist die in diese Form der Vorsteuerpauschale entfallen.

## Gemeinnützige, mildtätige und kirchliche Körperschaften
Nach § 23a UStG beträgt der Vorsteuerbetrag pauschal 7 % der Umsätze. Unterliegt die Körperschaft der Buchführungspflicht oder führt Umsätze von mehr als 45.000 € (bis 2022 35.000 €) pro Kalenderjahr aus, kann sie diese Regelung nicht in Anspruch nehmen. Sie kann auch auf die Anwendung dieser Regelung für eine Dauer von mindestens 5 Jahren verzichten und den Betrag nach allgemeinen Vorschriften ermitteln.

## Land- und Forstwirte
Nach § 24 UStG werden Umsatzsteuerschuld und Vorsteuerguthaben von Land- und Forstwirten pauschal ermittelt. Voraussetzung für die Pauschalierung ist, dass der Land- oder Forstwirt nicht auf die Besteuerung nach Durchschnittssätzen verzichtet hat.
Nach § 24 Abs. 1 UStG muss dann auf die mit selbst erzeugten Produkten erzielten Umsätze der land- oder forstwirtschaftlichen Unternehmen (anstatt der nach den allgemeinen Sätzen fälligen 7 % bzw. 19 % Umsatzsteuer) ein besonderer Umsatzsteuersatz, der sogenannte Durchschnittssatz, in folgender Höhe aufgeschlagen werden:
1. für Lieferungen von forstwirtschaftlichen Erzeugnissen (mit Ausnahme von Sägewerkserzeugnissen) 5,5 %,
2. für Sägewerkserzeugnisse, Getränke, alkoholische Flüssigkeiten und sonstige Leistungen 19 % (ausgenommen die nach Anlage 2 des UStG ermäßigt besteuerten Waren),
3. für die übrigen landwirtschaftlichen Umsätze 7,8 % (bis 2021 10,7 %, 2022 9,5 %, 1. Januar 2023 bis 5. Dezember 2024 9 %, 6.–31. Dezember 2024  8,4 %).
Die Vorsteuerbeträge werden, soweit sie den in Nr. 1 bezeichneten Umsätzen zuzurechnen sind, auf 5,5 %, in den übrigen Fällen auf 7,8 % (Prozentsätze bis 2024 entsprechend oben) dieser Umsätze festgesetzt.
In den Fällen von Nr. 1 und 3 beträgt somit die Zahlungsschuld an das Finanzamt Null.
Die Durchschnittsbesteuerung in der Land- und Forstwirtschaft darf seit 2022 nur noch in Anspruch genommen werden, wenn der Umsatz im Vorjahr nicht mehr als 600.000 € betragen hat.
Exportleistungen (Umsätze gem. § 4 Nr. 1 bis 7 UStG) sind steuerfrei, aber die Vorsteuerbeträge werden unverändert ermittelt.
Land- und Forstwirte haben gemäß § 24 Abs. 4 UStG die Möglichkeit, bis zum 10. Kalendertag des Folgekalenderjahres auf die Besteuerung nach Durchschnittsätzen für mindestens 5 Jahre Dauer zu verzichten. Entstehen z. B. durch größere Bauvorhaben relativ hohe Vorsteuerguthaben, ist die Besteuerung nach allgemeinen Vorschriften für den Unternehmer günstiger.
Die Pauschalierung wird als Instrument der staatlichen Subventionierung gesehen: Sie führt dazu, dass Landwirte für typische landwirtschaftliche Umsätze eine erhöhte Umsatzsteuer erheben dürfen, aber nicht abführen müssen, während ihre Abnehmer diese Beträge vom Staat als Vorsteuer erstattet bekommen. Im März 2019 ermittelte der Bundesrechnungshof, dass die Anwendung der Pauschalierung deutschen Landwirten jährlich etwa 200 Millionen Euro einbringt, die ihre Abnehmer zu großen Teilen als Vorsteuer steuermindernd geltend machen können – die letztlich also dem Staat als Steuereinnahmen entgehen. Die EU-Kommission sieht in der Anwendung der Pauschalierung auf alle deutschen Landwirtschaftsbetriebe unabhängig von ihrer Größe einen Verstoß gegen EU-Recht und leitete in diesem Zusammenhang ein Vertragsverletzungsverfahren gegen Deutschland ein. Seit 2022 darf deshalb die Pauschalierung nur noch in Anspruch genommen werden, wenn der Umsatz im Vorjahr nicht mehr als 600.000 € betragen hat.